# Whoopee Camp
Whoopee Camp fue una compañía de videojuegos que desarrolló los videojuegos de la serie Tomba! (Tombi! en la región PAL y オレっ！トンバ (Ore! Tomba) en Japón). La empresa comenzó en 1997 y se cerró en el año 2000. Fue dirigida por Tokuro Fujiwara, quien también creó los videojuegos Ghosts'n Goblins y Mega Man. Después de la desaparición de la empresa, varios de los empleados fueron a Access Games.
Los dos videojuegos recibieron críticas positivas, sin embargo, se vendieron mal, por lo que la empresa tuvo que desaparecer poco después del lanzamiento del segundo videojuego, Tomba! 2: The Evil Swine Return.